# راجکوت
راجکوت (به انگلیسی: Rajkot) شهری با جمعیت ۱٬۶۰۶٬۷۴۵ نفر (در سال ۲۰۱۲) در ایالت گجرات در کشور هند واقع شده‌است.